# Club de Futbol Muntanyesa
El Club de Futbol Montañesa és un club de futbol català de la ciutat de Barcelona al districte de Nou Barris. Va ser fundat l'any 1927 amb el nom de Peña Montañesa. Arrelat a Nou Barris, desenvolupa la seva activitat al voltant del barri de Les Roquetes, Verdum i La Prosperitat. L'any 1994 es fusiona amb l'UD Roquetes. Des de l'any 1950 juga als terrenys on es troba actualment el Camp Municipal de Nou Barris, on des de l'any 2019 comparteixen instal·lacions amb el club de boxa KO Verdún.

## Història
A últims de l'any 1926, Joan Ferrer decideix en companyia d'altres amics el formar un equip de futbol, ja que per aquells temps no es practicava aquest esport a la barriada.
Durant els darrers mesos d'aquest any 1926 es juguen una sèrie de trobades, que serien en si els que l'any 1927 donarien l'impuls necessari per a la continuïtat del club (només interrompuda per la nostra guerra civil).
El club comença amb el nom de Peña Montañesa, estant el local al carrer Jaume Pinet, Bar Montañés sent el seu propietari el Sr Mansión, i per mediació d'aquest s'aconsegueixen uns terrenys situats entre el que es coneix avui dia com les carrers Marín, Viladrosa, Mas Durán i Almansa, passant per la qual cosa era el centre del camp del carrer Góngora, ja que no hi havia cap equip ni camp on practicar aquest esport.
Aquest terreny, per haver estat tot vinyes estava en molt males condicions i amb un desnivell que variava entre un 8 i un 12% havent de fer un gran moviment de terres i alhora farcits per tal que quedés en les mínimes condicions per a la pràctica del futbol. Els treballs es van efectuar per mediació de directius, jugadors i col·laboradors, ja que els mitjans en aquell temps eren molt rudimentaris.
A partir d'aquest moment i comptant amb camp propi es juguen una sèrie de tornejos contra els equips que per aquelles dates hi havia amb els noms de Rocamora, Sagrerense, Pensamiento, Martinense, Fuerte Pío, Sporting Martinent, España-America, Peña Font, Gladiador i Ferroviaria entre d'altres.
El primer equip del C.F. MONTAÑESA estava format pels següents senyors:
PORTER: Talón
DEFENSES: Villa, Carrera (Ivera),
CENTRECAMPISTES: Fernández Iº, Sánchez, Fernández IIº,
DAVANTERS: Díaz, Domingo, Ruiz, Ortiz, Ortin (Francés), Mariné.
Com a equip infantil actuaven:
Iniesta, Albareda I, Pons, Penin, Navarro, Sánchez, Puig, López (Joselito), Zapata, García, Talón II, Tous, Albareda II, Legaz, Guzmán, Joaquín.
Amb el pas dels anys van arribar a formar en l'equip titular del nostre club durant molts anys.
Sobre l'equip que va visitar el camp el dia de la inauguració hi ha diverses versions, uns diuen que va ser cap a l'any 1928-1929 jugant-se un trofeu contra l'España, sent el resultat d'1-4 favorable al España. Una altra versió confirma la inauguració a l'abril de 1930 jugant contra els equips Athletic Club Poble Nou, i el Buenavista FC. El torneig el va guanyar la Peña Montañesa vencent a la final al Buenavista CF pel resultat de 3-2.
Les primeres aportacions del nostre Club van ser de socis que col·laboraven amb la quantitat de 0,25 i més endavant amb la quantitat de 0,60 - 1 pesseta entre directius i jugadors.
Les despeses de viatges com de jugadors s'ho pagaven els mateixos, amb alguna excepció d'algun soci o col·laborador que comprava material esportiu.
En aquest camp es van desenvolupar les activitats esportives fins a l'any 1950-1951, aproximadament en que per necessitats d'urbanització es van expropiar els terrenys. Aquests terrenys es troben en el que avui són anomenades cases del Governador. A partir d'aquest moment es va començar a jugar a on avui continua, és a dir en el Camp de futbol de les "Roquetes" o com s'anomena en l'actualitat Municipal de Nou Barris en qualitat d'inquilins, ja que havien de fer uns pagaments per poder utilitzar els vestidors que es trobaven en els soterranis del Bar L'Ateneu, que estava a uns 150 metres del terreny de joc. Amb els avatars de rigor a tot equip d'aquestes categories, va arribar la temporada 72/73 que ascendeix a la Segona Regional, després de disputada eliminatòria amb el Pobla de Claramunt, al qual va derrotar pel resultat global de 3-1.
Després de llargues converses amb la regidoria del Districte 9, la qual en aquella època presidia Don Sebastian Calvo Sahún, del qual es van rebre tota classe de facilitats, es va aconseguir autorització per tancar el terreny de joc, cosa que es va dur a terme amb l'única col·laboració de la UD Roquetas que va aportar el 50% dels costos.
Després de militar durant tres temporades a la Segona Regional, s'arriba a la 76-77, en què s'havien de celebrar les Noces d'Or, el planter de jugadors i junta directiva, fent-se portaveus del sentiment dels aficionats, realitzen un suprem esforç per aconseguir el Campionat del grup sisè de la Segona Regional i amb això l'ascens a la Primera Regional, amb la qual cosa, es dona un fermall lluminós a les Noces d'Or.

### Actualitat
Actualment, el Club de Futbol Muntanyesa té 227 socis i un pressupost de 200.000 euros (any 2007). Després d'una etapa complicada amb la junta gestora i deutes. El seu president Emilio Llamas intenta que l'equip torni a temps passats on era un referent del fútbol català. El 7 de juny del 2010 la Muntanyesa assoleix la Tercera Divisió. Mai en la seva història havia estat el primer equip en una categoria tan alta. L'any 2010-2011 el Club de Futbol Muntanyesa, contra tot pronòstic, assoleix la segona plaça a la Tercera Divisió i disputa els Playoffs d'ascens a Segona Divisó B, on es desfà en la primera ronda del FC Cartagena B i en la segona ronda del Deportivo Rayo Cantabria, però cau a l'última ronda davant del Sestao River. La temporada 2013-14, on els de La Prospe tornen a acabar segons del Grup V de Tercera Divisió, torna a jugar els Playoffs, on bat el Paterna CF en primera ronda però cau eliminat a la seguent eliminatòria davant la SD Formentera. La temporada 2016-17, tot i acabar la temporada de Tercera Divisió en dissetena plaça, el conjunt cau a Primera Catalana per descensos compensats, en el que és el primer descens del club des de 1998.

## Palmarès
Des de la seva fundació fins que es va crear l'Obra d'Educació i Descans nostre club va ser desenvolupant sense gran brillantor, però amb una il·lusió enorme d'arribar a convertir-se en una entitat de gran categoria.
En ingressar en Educació i Descans, van començar a veure complertes aquestes il·lusions, ja que a poc a poc es vaformar un gran conjunt, que si bé no va aconseguir pujar de categoria, va arribar a conquerir 14 Campionats i un nombrosíssim lot de trofeus esportius que allà per 1956 van arribar a 136. Aquests trofeus estaven exposats al seu local social però, per tancament d'aquest, van haver de ser repartits entre els directius d'aquella època, qui els van guardar en els seus respectius domicilis fins a aconseguir un nou local social. Però com que aquestes gestions van durar diversos mesos i que la majoria de directius van ser apartant-se del club, els trofeus es van perdre de tal manera que, actualment, d'aquells 136, només un està a les vitrines del CF MONTAÑESA.
Però això no va ser un seriós entrebanc per als nous directius, els quals van aconseguir novament, amb un bon equip, nous trofeus.
El nostre club ingressa a la lliga d'Educació i Descans, en la qual conquesta 14 campionats fins a 1955. En aquest any va ingressar a la Federació Catalana de Futbol.

### Lliga d'adherits
- 1955-1956: Campions
- 1956-1957: Subcampions
- 1957-1958: Tercers
- 1958-1959: Subcampions
- 1959-1960: Subcampions
- 1960-1961: Subcampions
- 1961-1962: Subcampions
- 1962-1963: Subcampions
- 1963-1964: Campions
- 1964-1965: Tercers
- 1965-1966: Tercers
- 1966-1967: Subcampions
- 1967-1968: Campions
- 1968-1969: Campions

### A la Federació Catalana de Futbol
- 1969-1970: Cinquens.
- 1971-1972: Ja són a Tercera Regional.
- 1972-1973: Juga a Tercera Regional.
- 1976-1977: Campions de Segona Regional Grup IV.
- 1977-1978: Juga a Primera Regional Grup III i queda en la posició 14a.
- 1978-1979: Campions de Segona Regional Grup III.
- 1979-1980: Campió de Primera Regional Grup I.
- 1980-1981: Lloc 8è a Preferent. Es crea la Secció de Bàsquet.
- 1981-1982: Posició 13 a Preferent.
- 1982-1983: Lloc 10è a Preferent.
- 1983-1984: Lloc 14è a Preferent.
- 1984-1985: Lloc 12è a Preferent grup II. Agafen com a filial al At. Construccions, milita a Segona Regional.
- 1985-1986: Lloc 16è a Preferent, i per tant, descendeix a Primera Regional.
- 1986-1987: Campions de Primera Regional grup III.
- 1987-1988: Lloc 4t a Preferent grup I.
- 1988-1989: Lloc 5è a Preferent grup I. Desapareix la secció de Bàsquet.
- 1989-1990: Preferent grup I. S'inaugura l'Estadi Municipal Nou Barris, el Juvenil "A" puja a la Lliga Nacional. Es crea la secció de Veterans.
- 1990-1991: Campió de Preferent, ascendeix a Primera Catalana.
- 1991-1992: Lloc 15è a Primera Catalana, descendeix a Preferent, el Juvenil "A" puja a Divisió d'Honor.
- 1992-1993: Lloc 6è a Preferent grup I.
- 1993-1994: Lloc 10è a Preferent grup I. El Juvenil "A" baixa a Lliga Nacional i el club es fusiona amb l'UD Roquetas.
- 1994-1995: Lloc 8è a Preferent grup I.
- 1995-1996: Lloc 5è a Preferent grup II.
- 1996-1997: Lloc 10è Preferent grup II. El Juvenil "A" descendeix a Preferent
- 1997-1998: Juga a Preferent, descendeix a Primera Regional.
- 1998-1999: Campió de Primera Regional grup II. Es crea l'equip femení.
- 1999-2000: Lloc 14è Preferent grup I.
- 2000-2001: Lloc 6è Preferent grup I.
- 2001-2002: Juga a Preferent grup I.
- 2002-2003: Juga a Preferent grup I.
- 2003-2004: Lloc 2n a Preferent i juga per l'ascens davant l'Escala i puja de categoria.
- 2004-2005: Lloc 11è a Primera Catalana.
- 2005-2006: Lloc 15è a Primera Catalana.
- 2006-2007: Lloc 17è a Primera Catalana.
- 2007-2008: Lloc 7è a Primera Catalana.
- 2008-2009: Lloc 7è a Primera Catalana.
- 2009-2010: Lloc 2n a Primera Catalana. Ascens a Tercera Divisió.
- 2010-2011: Lloc 2n a Tercera Divisió.
- 2011-2012: Lloc 15è a Tercera Divisió.
- 2012-2013: Lloc 15è a Tercera Divisió.
- 2013-2014: Lloc 2n a Tercera Divisió.
- 2014-2015: Lloc 13è a Tercera Divisió.
- 2015-2016: Lloc 5è a Tercera Divisió.
- 2016-2017: Lloc 17è a Tercera Divisió. Descens a Primera Catalana per descensos compensats.
- 2017-2018. Lloc 5è a Primera Catalana
- 2018-2019. Lloc 6è a Primera Catalana

### Els presidents
- 1927-1950: Joan Ferrer (fundador)
- 1954-1970: Manuel Rus Nef
- 1970-1978: Ricardo Acebes
- 1978-1985: José Boada Alberich
- 1985-1992: Manuel Aguilar Moral
- 1992-2000: Pascual Gargallo
- 2000: Junta Gestora
- 2000 - Actualitat: Emilio Llamas Fernandez